# ß
ẞ або ß — літера німецької абетки. Позначає глухий ясенний фрикативний звук [s], що відповідає українському с. Походить від середньовічної лігатури: ſ + z. Використовується у німецькомовних країнах, за винятком Швейцарії, Ліхтенштейну та Люксембургу де замінюється диграфом "s"+"s" (подвійна "S").

## Назва
- Есце́т (нім. Eszett, МФА: [ɛsˈt͜sɛt], або гостра S (нім. scharfes S)[1][2]
- подвійна S (нім. Doppel-S)
- горбувата S (нім. Buckel-S)
- S-наплічник (нім. Rucksack-S)
- трійчаста S (нім. Dreierles-S)
- S-крендель (нім. Ringel-S)

## Фонетика
ß служить для передачі глухого ясенного фрикативного приголосного звуку [s]. Це єдина буква латинської абетки, що сьогодні використовується виключно для запису німецької мови та її діалектів, і присутня у стандартному правописі німецької мови, у деяких варіантах правопису нижньонімецької мови, а також у минулому в деяких формах запису сорбських мов.

## Історія

З історичного погляду буква ß походить від лігатури з літер ſ «довга s» (літера старого німецького алфавіту) та z. Крім того, важливою для вигляду есцета у звичних сьогодні шрифтах антиква була також лігатура з ſ і s, що також використовувалася до XVIII сторіччя в інших мовах.
За давньоверхньонемецького пересування приголосних у VII-VIII століттях германські звуки /t/ і /tː/ змінилися на щілинний приголосний /s/ і африкат /ts/, які спочатку обидва передавалися на письмі за допомогою zz. 
Починаючи з давньоверхньонімецької мови, для кращого розрізнення звуків почали використовувати sz для /s/ і tz для /ts/.

## Використання
Літеру ß використовують на письмі сьогодні лише в німецькій і нижньонімецькій мовах, однак не у швейцарському варіанті німецької мови та не в Ліхтенштейні. Носії німецької в Бельгії, Данії (Південна Ютландія), Італії (Південний Тіроль) та Намібії використовують «ß» на письмі за правилами дійсного правопису в Німеччині та Австрії. Так само відбувається й у Люксембурзі.
До того ж ß використовують у текстах Середньовіччя та раннього нового часу як скорочення для валюти шилінг, а «ßo» позначає міру шок (нім. Schock) — давнє німецьке позначення числа 60.
З 29 червня 2017 року велика ß — ẞ — є складовою частиною державного німецького правопису. Її запровадження в німецьку абетку дискутувалося з кінця XIX сторіччя.

## Український правопис
Питання про те, як записувати німецьке ß українською мовою, неврегульоване. Український правопис 2019 року у § 128 зазначає, що у загальних назвах іншомовного походження букви на позначення приголосних звичайно не подвоюємо (§ 128.1), але подвоєння букв на позначення приголосних переважно зберігаємо у власних назвах (§ 128.3). Як приклад наведено прізвище Гаусса (нім. Gauß, лат. Gauss).